# Бин, Роджер
Роджер Бин (англ. Roger Bean) — английский биатлонист, участник зимних Олимпийских игр 1968 года.

## Биография
Учился в школе Северного Уолшема, графство Норфолк с 1956 по 1960 год. Служил в Королевском бронетанковом корпусе, дослужился до звания генерала.
Входил в состав команды Великобритании по биатлону с 1966 по 1968 год. Единственным крупным стартом в карьере стала индивидуальная гонка на Олимпийских играх 1968 года во французском Гренобле, где он, допустив 5 промахов и показав 19-е время хода по лыжне, в итоге занял 16-е место, став лучшим из представителей сборной Великобритании в этой гонке.

### Участие в Олимпийских играх
| Год  | Место проведения | Инд | Эст |
| 1968 | Гренобль         | 16  | —   |